# 休閒病
休閒病（Leisure Sickness），指有些人在平日並不容易得病，而一旦在周末或放長假期的時候，便會渾身是病，而症狀範圍可以很大，有疲勞、噁心、偏頭痛、頭痛、肌肉疼痛、感冒等，病徵可以維持十年甚至以上。「休閒病」一詞是由荷蘭蒂爾堡大學(Tilburg University in the Netherlands)的心理學家 Ad J.J.M. Vingerhoets 所命名

## 初步患者統計
Vingerhoets 研究休閒病患者，訪問了2000名男女，推斷大約有 3% 的荷蘭人有此病徵。該學者發現患者大多於重大人生事件時發病，例如婚姻、生育或轉職，而他們大多都有高工作量，完美主義者人格，願意為職業成就付出的人格，工作責任心過重，這使他難於從工作中回服過來。

## 病理解釋
休閒病有幾個可能解釋：

### 病徵壓抑
Vingerhoets 認為人體會在在外環境緊急下會暫時不理會身體的病徵，在休閒的時候病徵便會發作，因而造成休閒病。

### 壓力與皮質醇
在工作壓力大時，皮質醇與腎上腺素都會增加。腎上腺素除了使心跳加速和流汗以外，亦會加強個人的免疫力。而皮質醇本來是一種提供能量的激素，能在短時間加強工作能力。不過在假期的時候，腎上腺素的影響減少會較快，而皮質醇卻只會緩緩減少影響。因為皮質醇也會令人減低免疫力，所以在這個時間很容易患病。

## 對患者的建議
Vingerhoets 建議以下行為可以改善病情：
1. 改變工作態度，減少工作投入感
2. 恒常於假期開始時（一般指週五晚）運動也可以略為改善假期的免疫力

如無法改變工作態度的，應尋求心理學家作認知治療

## 反對意見
亦有人對「休閒病」這種說法並不認同。香港醫學會時任會長蔡堅在接受香港報章查詢時表示：「休閒病」這種說法沒有醫學根據。上述的病徵都是一般常見的病，在長假期時不少求診者都有這些病徵，未必與休閒病有關。